# Дзаболов, Хазби Дударукоевич
Хазби Дударукоевич Дзаболов (осет. Дзаболаты Хазби, 16 апреля 1931 года, село Ногкау, Северо-Кавказский край — 19 января 1969 года, Орджоникидзе, Северо-Осетинская АССР) — осетинский поэт, переводчик, общественный и культурный деятель.
Родился в 1931 году в крестьянской семье в селе Ногкау. Закончил местную сельскую среднюю школу. С 1951 по 1954 года проходил срочную службу в Советской Армии. С 1956 года трудился в геологоразведочной станции в Садоне, затем — шахтёром в Буронском руднике (1956—1960). В 1956 году написал цикл стихотворений, которые были опубликованы в осетинской печати. В 1960 году издал свой первый поэтический сборник «Хæс» (Долг). С 1960 года обучался в Литературном институте имени Максима Горького, который закончил в 1965 году. С 1965 года трудился на телевидении и редакции одного из местного периодического издания в Орджоникидзе.
В 1970 году вышел первый поэтический сборник его произведений в переводе на русский язык «Обелиск и всадник».
Жил в доме № 38 по улице Куйбышева (в настоящее время — объект культурного наследия). Погиб от шальной пули в январе 1969 года.
Основные сочинения
- сборник «Хæс» (Долг), 1960
- сборник «Артдзæст» (Очаг), 1963
- сборник «Къяхуынæр» (Шаги), 1967

Посмертные издания
- сборник «Обелиск и всадник», 1970 (перевод на русский язык)
- сборник «Синеглазое утро», 1970 (перевод на русский язык)
- сборник «Дело и слово», М., 1972 (перевод на русский язык)
- полное издание произведений «Уацамонгæ» (1992, 2011).

Память
- В апреле 2014 года на стене Дома культуры в селе Ногкау была установлена мемориальная доска[2].